# Macaranga heynei
Macaranga heynei är en törelväxtart som beskrevs av Ivan Murray Johnston. Macaranga heynei ingår i släktet Macaranga och familjen törelväxter. Inga underarter finns listade i Catalogue of Life.